# Peace pole

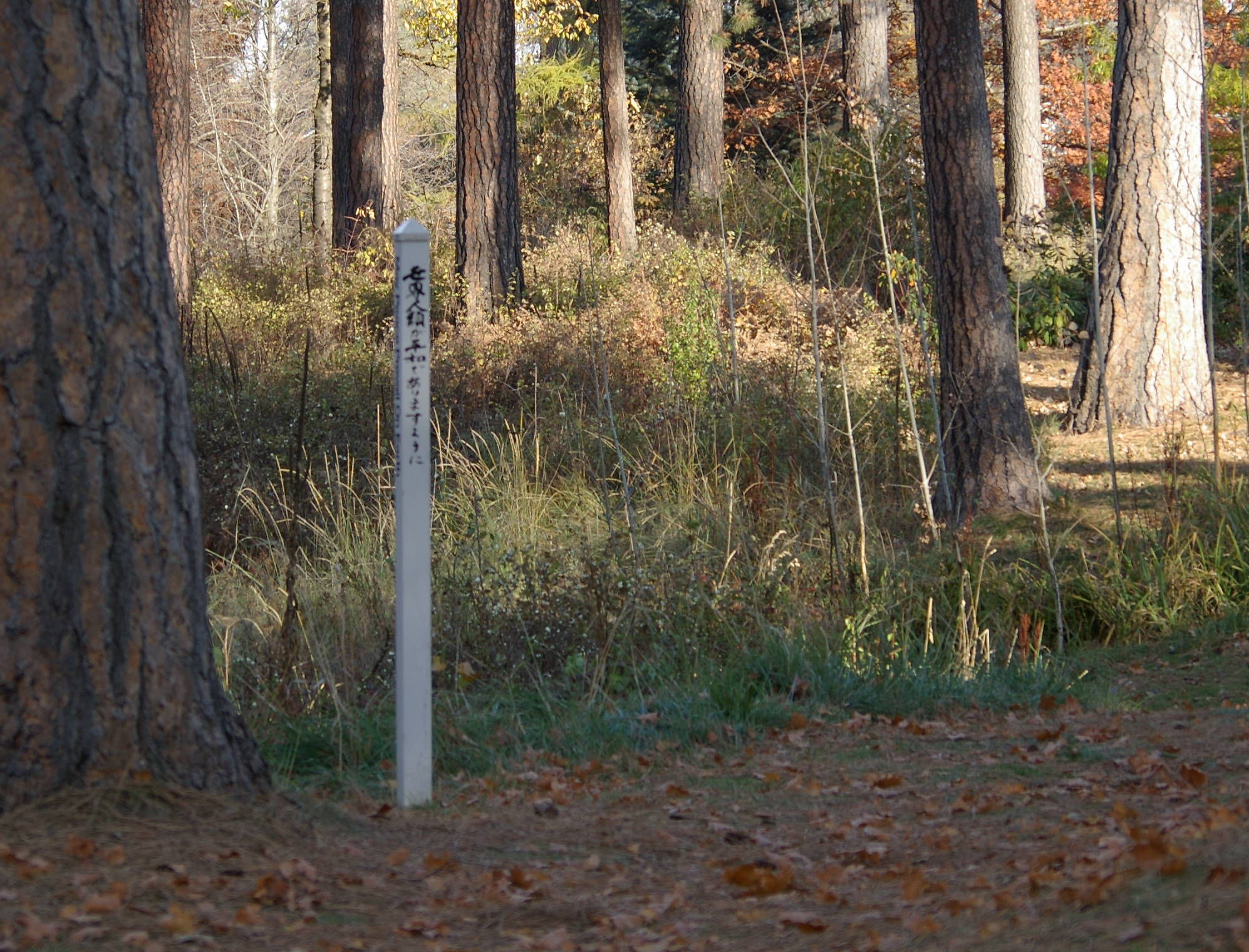
Un peace pole

Une colonne de paix ou Peace Pole en anglais, est un monument sur lequel est inscrit « Puisse la paix régner sur le monde » dans 4 à 14 différentes langues dessus.
L’idée a été développée par Masahisa Goi en 1955 au Japon. La diffusion de ces structures est aujourd'hui promue par plusieurs groupes et individus dont le World Peace Prayer Society.
Le premier peace pole construit hors du japon date de 1983. Depuis, plus de 100 000 structures similaires ont été construites à travers plus de 180 pays.